# Mesosemia aguilata
Mesosemia aguilata är en fjärilsart som beskrevs av Paul Dognin 1893. Mesosemia aguilata ingår i släktet Mesosemia och familjen Riodinidae. Inga underarter finns listade i Catalogue of Life.